# Ingelmunster
Ingelmunster este o comună neerlandofonă situată în provincia Flandra de Vest, regiunea Flandra din Belgia. La 1 ianuarie 2008 avea o populație totală de 10.620 locuitori. 

## Geografie
Suprafața totală a comunei este de 16,16 km². 

I: Ingelmunster

Localitățile limitrofe sunt:
| - Comuna Izegem: - a. Izegem - b. Emelgem - Comuna Meulebeke: - c. Meulebeke - Comuna Oostrozebeke: - d. Oostrozebeke - Comuna Harelbeke: - e. Hulste - Comuna Lendelede: - f. Lendelede |

1. ↑  Crossroad Bank of Enterprises, accesat în 17 iulie 2023